# Enallagma insula
Enallagma insula là một loài chuồn chuồn kim trong họ Coenagrionidae.
Enallagma insula được miêu tả khoa học năm 1920 bởi Fraser.